# Ятов
Ятов (словац. Jatov) — село, громада округу Нове Замки, Нітранський край. Кадастрова площа громади — 18.66 км².
Населення 725 осіб (станом на 31 грудня 2019 року).

## Історія
Ятов згадується 1236 року.

## Населення
| Рік:            | 1994. | 2004.   | 2014.   | 2024.   |
| --------------- | ----- | ------- | ------- | ------- |
| Кількість осіб: | 772   | 784     | 780     | 713     |
| Різниця:        |       | +1,55 % | -0,51 % | -8,58 % |

| Рік:            | 2023. | 2024.   |
| --------------- | ----- | ------- |
| Кількість осіб: | 711   | 713     |
| Різниця:        |       | +0,28 % |